# Giro d’Italia 2025/6. Etappe
Die 6. Etappe des Giro d’Italia 2025 fand am 15. Mai 2025 statt. Mit einer Länge von 227 Kilometern stellte sie den längsten Abschnitt der 108. Austragung des italienischen Etappenrennens dar. Die Strecke führte dabei auf hügeligem Terrain von Potenza nach Neapel. Nach der Etappe hatten die Fahrer insgesamt 900,7 Kilometer zurückgelegt, was 26,16 % der Gesamtdistanz entspricht. Die Organisatoren der Rundfahrt bewerteten die Schwierigkeit der Etappe mit zwei von fünf Sternen.
Den Etappensieg sicherte sich der Australier Kaden Groves (Alpecin-Deceuninck) im Sprint vor Milan Fretin (Cofidis) und Paul Magnier (Soudal Quick-Step). Da die Zeitabstände aufgrund einer Neutralisation nicht in die Gesamtwertung einflossen, verteidigte Mads Pedersen (Lidl-Trek) das Rosa Trikot.

## Streckenverlauf
Der neutralisierte Start erfolgte in Potenza auf der Via Adriatico. Die ersten Kilometer führten die Fahrer auf der Via Giuseppe Mazzini ins Zentrum des Startorts, ehe es auf die SS7 ging, wo das Rennen nach 9,4 Kilometern freigegeben wurde.
Nach dem offiziellen Start stieg die SS7 für rund fünf Kilometer leicht an, ehe es bergab nach Ruoti und Scalo di Baragiano ging. Nach rund 35 Kilometern begann die SS7 erneut zu steigen und führte über Muro Lucano und Castelgrande auf den Valico di Monte Carruozzo (1136 m), wo nach 56,8 Kilometern eine Bergwertung der 2. Kategorie abgenommen wurde. Zuvor erfolgte in Muro Lucano der erste Zwischensprint nach 42,5 Kilometern. Auf der anschließenden Abfahrt wurden Pescopagano, Sant’Andrea di Conza und Conza della Campania durchfahren, ehe es südlich vom Lago di Conza in Richtung Westen ging. In Lioni wurde nach 88,4 Kilometern der zweite Zwischensprint ausgefahren, ehe die Fahrer ihre Fahrt auf der SS7 fortsetzen, die über ein längeres Hochplateau führte. Etwa zur Hälfte der Etappenlänge ging es bergab nach Avellino, wo die Auffahrt zur letzten Bergwertung des Tages erfolgte. Diese wurde 82,9 Kilometer vor dem Ziel in Monteforte Irpino (629 m) abgenommen und galt als Anstieg der 3. Kategorie. Über Baiano ging es schlussendlich bergab nach Nola, ehe 52,4 Kilometer vor dem Ziel der Red Bull-Kilometer in Brusciano ausgefahren wurde. Die letzten 60 Kilometer führten dabei flach über Marigliano, Pomigliano d’Arco, Caivano, Frattaminore und Afragola nach Neapel. Wie bereits in den vorangegangenen Jahren befand sich der Zielstrich auf der Via Francesco Caracciolo.
|                            | Ort                       | Kilometer | Länge (km) | Höhe (m) | Ø Steigung | max. Steigung |
| -------------------------- | ------------------------- | --------- | ---------- | -------- | ---------- | ------------- |
| neutralisierter Start      | Potenza                   | -9,4      |            |          |            |               |
| offizieller Start          | SS7                       | 0         |            |          |            |               |
| Zwischensprint             | Muro Lucano               | 42,5      |            |          |            |               |
| Bergwertung (2. Kategorie) | Valico di Monte Carruozzo | 56,8      | 19,9       | 1136     | 3,8 %      | 11 %          |
| Zwischensprint             | Lioni                     | 88,4      |            |          |            |               |
| Bergwertung (3. Kategorie) | Monteforte Irpino         | 145,1     | 14,6       | 629      | 2,2 %      | unbekannt     |
| Red Bull-Kilometer         | Brusciano                 | 174,6     |            |          |            |               |
| Ziel                       | Neapel                    | 227       |            |          |            |               |

## Rennverlauf
Mit Alessandro Pinarello (VF Group-Bardiani CSF-Faizanè) ging ein Fahrer nicht an den Start der 6. Etappe. Auf den ersten ansteigenden Kilometern kam es zu mehreren Angriffen, wobei sich keine Gruppe lösen konnte. Nach rund 30 Kilometern setzten sich mit Enzo Paleni (Groupama-FDJ) und Taco van der Hoorn (Intermarché-Wanty) zwei Fahrer erfolgreich vom Peloton ab, ehe auch Lorenzo Fortunato (XDS Astana) im Anstieg des Valico di Monte Carruozzo hinzukam. Beim Zwischensprint in Muro Lucano sicherte sich Enzo Paleni die meisten Punkte, gefolgt von Taco van der Hoorn, Lorenzo Fortunato, Lucas Hamilton (Ineos Grenadiers) und Mads Pedersen (Lidl-Trek). Nachdem er zu dem Spitzen-Duo aufgeschlossen hatte, führte Lorenzo Fortunato über den Valico di Monte Carruozzo, während die weiteren Punkte an Taco van der Hoorn, Enzo Paleni, Steven Kruijswijk (Visma-Lease a Bike), Filippo Baroncini (UAE Team Emirates-XRG) und Edoardo Affini (Visma-Lease a Bike) gingen. Im Anschluss ließ sich Lorenzo Fortunato bei einsetzendem Regen wieder ins Hauptfeld zurückfallen. Der maximale Vorsprung der Ausreißer hatte zuvor rund fünf Minuten betragen. Beim zweiten Zwischensprint holte Enzo Paleni vor Taco van der Hoorn die meisten Punkte, während sich Jensen Plowright (Alpecin-Deceuninck) im Sprint des Hauptfelds vor Olav Kooij (Visma-Lease a Bike) und Mads Pedersen durchsetzte. Bei der letzten Bergwertung des Tages, in Monteforte Irpino, sicherte sich ebenfalls Enzo Paleni die meisten Punkte vor seinem Fluchtgefährten, ehe Lorenzo Fortunato und Christian Scaroni (beide XDS Astana) die verbliebenen Punkte holten.
Rund 70 Kilometer vor dem Ziel kam es auf den vom Regen nassen Straßen zu einem Massensturz. Unter den gestürzten Fahrern waren auch Mads Pedersen, Adam Yates, Jay Vine (beide UAE Team Emirates-XRG), Jai Hindley, Daniel Felipe Martínez (Red Bull-Bora-hansgrohe) und Richard Carapaz (EF Education-EasyPost). Daraufhin wurde das Rennen neutralisiert und erst 60 Kilometer vor dem Ziel wieder freigegeben. Weiters wurde der Red Bull-Kilometer aus dem Programm genommen und die Zeit für das Gesamtklassement zum Zeitpunkt des Sturzes genommen. Die prominenteste Aufgabe war der Australier Jai Hindley, der den Giro d’Italia im Jahr 2022 gewonnen hatte und als wichtiger Helfer von Primož Roglič galt. Da die restliche Distanz keinen Einfluss auf das Gesamtklassement hatte, fuhren nur noch wenige Fahrer auf den Etappensieg. Nicht dabei war Mads Pedersen, der das Rennen im Gruppetto beendete. Die beiden Ausreißer wurden erst auf den letzten drei Kilometern gestellt, ehe es in Neapel zum Sprint kam. Diesen gewann Kaden Groves (Alpecin-Deceuninck) vor Milan Fretin (Cofidis) und Paul Magnier (Soudal Quick-Step).
In der Gesamtwertung kam es zu keinen Veränderungen. Mads Pedersen führte die Rundfahrt weiterhin mt einem Vorsprung von 17 Sekunden vor Primož Roglič an. Sein Teamkollege Mathias Vacek (Lidl-Trek) folgte als bester Nachwuchsfahrer auf dem dritten Gesamtrang. Weiters blieb Mads Pedersen an der Spitze der Punktewertung, während Lorenzo Fortunato seinen Vorsprung in der Bergwertung auf 29 Punkte ausbaute. In der Mannschaftswertung blieb das Team Lidl-Trek an der ersten Position. Neben Jai Hindley gaben auch Juri Hollmann (Alpecin-Deceuninck) und Dion Smith (Intermarché-Wanty) das Rennen auf, womit noch 176 Fahrer im Rennen verblieben.

## Ergebnis
| \| Etappenergebnis \| Etappenergebnis \| Etappenergebnis \| Etappenergebnis \| Etappenergebnis \| \| Fahrer \| Fahrer \| Land \| Team \| Zeit \| \| --------------- \| ----------------- \| --------------- \| ----------------------------- \| --------------- \| \| 1. \| Kaden Groves \| Australien \| Alpecin-Deceuninck \| 4 h 59 min 52 s \| \| 2. \| Milan Fretin \| Belgien \| Cofidis \| + 0 s \| \| 3. \| Paul Magnier \| Frankreich \| Soudal Quick-Step \| + 0 s \| \| 4. \| Max Kanter \| Deutschland \| XDS Astana Team \| + 0 s \| \| 5. \| Giovanni Lonardi \| Italien \| Team Polti VisitMalta \| + 0 s \| \| 6. \| Maikel Zijlaard \| Niederlande \| Tudor Pro Cycling Team \| + 0 s \| \| 7. \| Martin Marcellusi \| Italien \| VF Group-Bardiani CSF-Faizanè \| + 0 s \| \| 8. \| Luca Mozzato \| Italien \| Arkéa-B&B Hotels \| + 0 s \| \| 9. \| Matevž Govekar \| Slowenien \| Bahrain Victorious \| + 0 s \| \| 10. \| Olav Kooij \| Niederlande \| Team Visma \\| Lease a Bike \| + 0 s \| |                   |             |                               |                 |
| |                   |             |                               |                 |
| Quelle: ProCyclingStats |                   |             |                               |                 |
| Etappenergebnis |                   |             |                               |                 |
| Fahrer | Fahrer            | Land        | Team                          | Zeit            |
| 1. | Kaden Groves      | Australien  | Alpecin-Deceuninck            | 4 h 59 min 52 s |
| 2. | Milan Fretin      | Belgien     | Cofidis                       | + 0 s           |
| 3. | Paul Magnier      | Frankreich  | Soudal Quick-Step             | + 0 s           |
| 4. | Max Kanter        | Deutschland | XDS Astana Team               | + 0 s           |
| 5. | Giovanni Lonardi  | Italien     | Team Polti VisitMalta         | + 0 s           |
| 6. | Maikel Zijlaard   | Niederlande | Tudor Pro Cycling Team        | + 0 s           |
| 7. | Martin Marcellusi | Italien     | VF Group-Bardiani CSF-Faizanè | + 0 s           |
| 8. | Luca Mozzato      | Italien     | Arkéa-B&B Hotels              | + 0 s           |
| 9. | Matevž Govekar    | Slowenien   | Bahrain Victorious            | + 0 s           |
| 10. | Olav Kooij        | Niederlande | Team Visma \| Lease a Bike    | + 0 s           |

## Gesamtstände
| \| Gesamtwertung \| Gesamtwertung \| Gesamtwertung \| Gesamtwertung \| Gesamtwertung \| \| Fahrer \| Fahrer \| Land \| Team \| Zeit \| \| ------------- \| ----------------- \| ---------------------- \| ----------------------- \| ---------------- \| \| 1. \| Mads Pedersen \| Dänemark \| Lidl-Trek \| 20 h 11 min 44 s \| \| 2. \| Primož Roglič \| Slowenien \| Red Bull-Bora-Hansgrohe \| + 17 s \| \| 3. \| Mathias Vacek \| Tschechien \| Lidl-Trek \| + 24 s \| \| 4. \| Brandon McNulty \| Vereinigte Staaten \| UAE Team Emirates XRG \| + 31 s \| \| 5. \| Isaac Del Toro \| Mexiko \| UAE Team Emirates XRG \| + 32 s \| \| 6. \| Juan Ayuso \| Spanien \| UAE Team Emirates XRG \| + 35 s \| \| 7. \| Max Poole \| Vereinigtes Königreich \| Team Picnic-PostNL \| + 43 s \| \| 8. \| Antonio Tiberi \| Italien \| Bahrain Victorious \| + 44 s \| \| 9. \| Michael Storer \| Australien \| Tudor Pro Cycling Team \| + 46 s \| \| 10. \| Giulio Pellizzari \| Italien \| Red Bull-Bora-Hansgrohe \| + 50 s \| |                   |                        |                         |                  |
| |                   |                        |                         |                  |
| Quelle: ProCyclingStats |                   |                        |                         |                  |
| Gesamtwertung |                   |                        |                         |                  |
| Fahrer | Fahrer            | Land                   | Team                    | Zeit             |
| 1. | Mads Pedersen     | Dänemark               | Lidl-Trek               | 20 h 11 min 44 s |
| 2. | Primož Roglič     | Slowenien              | Red Bull-Bora-Hansgrohe | + 17 s           |
| 3. | Mathias Vacek     | Tschechien             | Lidl-Trek               | + 24 s           |
| 4. | Brandon McNulty   | Vereinigte Staaten     | UAE Team Emirates XRG   | + 31 s           |
| 5. | Isaac Del Toro    | Mexiko                 | UAE Team Emirates XRG   | + 32 s           |
| 6. | Juan Ayuso        | Spanien                | UAE Team Emirates XRG   | + 35 s           |
| 7. | Max Poole         | Vereinigtes Königreich | Team Picnic-PostNL      | + 43 s           |
| 8. | Antonio Tiberi    | Italien                | Bahrain Victorious      | + 44 s           |
| 9. | Michael Storer    | Australien             | Tudor Pro Cycling Team  | + 46 s           |
| 10. | Giulio Pellizzari | Italien                | Red Bull-Bora-Hansgrohe | + 50 s           |

| Punktewertung | Punktewertung      | Punktewertung          | Punktewertung              | Punktewertung |
| Fahrer        | Fahrer             | Land                   | Team                       | Punkte        |
| ------------- | ------------------ | ---------------------- | -------------------------- | ------------- |
| 1.            | Mads Pedersen      | Dänemark               | Lidl-Trek                  | 141 P.        |
| 2.            | Olav Kooij         | Niederlande            | Team Visma \| Lease a Bike | 55 P.         |
| 3.            | Casper van Uden    | Niederlande            | Team Picnic-PostNL         | 50 P.         |
| 4.            | Orluis Aular       | Venezuela              | Movistar Team              | 42 P.         |
| 5.            | Edoardo Zambanini  | Italien                | Bahrain Victorious         | 41 P.         |
| 6.            | Alessandro Tonelli | Italien                | Team Polti VisitMalta      | 35 P.         |
| 7.            | Thomas Pidcock     | Vereinigtes Königreich | Q36.5 Pro Cycling Team     | 31 P.         |
| 8.            | Taco van der Hoorn | Niederlande            | Intermarché-Wanty          | 25 P.         |
| 9.            | Maikel Zijlaard    | Niederlande            | Tudor Pro Cycling Team     | 25 P.         |
| 10.           | Enzo Paleni        | Frankreich             | Groupama-FDJ               | 24 P.         |

| Bergwertung | Bergwertung        | Bergwertung | Bergwertung           | Bergwertung |
| Fahrer      | Fahrer             | Land        | Team                  | Punkte      |
| ----------- | ------------------ | ----------- | --------------------- | ----------- |
| 1.          | Lorenzo Fortunato  | Italien     | XDS Astana Team       | 49 P.       |
| 2.          | Sylvain Moniquet   | Belgien     | Cofidis               | 20 P.       |
| 3.          | Enzo Paleni        | Frankreich  | Groupama-FDJ          | 15 P.       |
| 4.          | Taco van der Hoorn | Niederlande | Intermarché-Wanty     | 14 P.       |
| 5.          | Pello Bilbao       | Spanien     | Bahrain Victorious    | 12 P.       |
| 6.          | Alessandro Tonelli | Italien     | Team Polti VisitMalta | 11 P.       |
| 7.          | Giulio Ciccone     | Italien     | Lidl-Trek             | 9 P.        |
| 8.          | Alessandro Verre   | Italien     | Arkéa-B&B Hotels      | 8 P.        |
| 9.          | Chris Hamilton     | Australien  | Team Picnic-PostNL    | 6 P.        |
| 10.         | Mads Pedersen      | Dänemark    | Lidl-Trek             | 4 P.        |

| Nachwuchswertung | Nachwuchswertung  | Nachwuchswertung       | Nachwuchswertung        | Nachwuchswertung |
| Fahrer           | Fahrer            | Land                   | Team                    | Zeit             |
| ---------------- | ----------------- | ---------------------- | ----------------------- | ---------------- |
| 1.               | Mathias Vacek     | Tschechien             | Lidl-Trek               | 20 h 12 min 08 s |
| 2.               | Isaac Del Toro    | Mexiko                 | UAE Team Emirates XRG   | + 8 s            |
| 3.               | Juan Ayuso        | Spanien                | UAE Team Emirates XRG   | + 11 s           |
| 4.               | Max Poole         | Vereinigtes Königreich | Team Picnic-PostNL      | + 19 s           |
| 5.               | Antonio Tiberi    | Italien                | Bahrain Victorious      | + 20 s           |
| 6.               | Giulio Pellizzari | Italien                | Red Bull-Bora-Hansgrohe | + 26 s           |
| 7.               | Davide Piganzoli  | Italien                | Team Polti VisitMalta   | + 35 s           |
| 8.               | Felix Engelhardt  | Deutschland            | Team Jayco AlUla        | + 1 min 53 s     |
| 9.               | Martin Tjøtta     | Norwegen               | Arkéa-B&B Hotels        | + 2 min 35 s     |
| 10.              | Edoardo Zambanini | Italien                | Bahrain Victorious      | + 2 min 50 s     |

| Mannschaftswertung | Mannschaftswertung         | Mannschaftswertung           | Mannschaftswertung |
| Team               | Team                       | Land                         | Zeit               |
| ------------------ | -------------------------- | ---------------------------- | ------------------ |
| 1.                 | Lidl-Trek                  | Vereinigte Staaten           | 60 h 36 min 32 s   |
| 2.                 | UAE Team Emirates XRG      | Vereinigte Arabische Emirate | + 7 s              |
| 3.                 | Red Bull-BORA-hansgrohe    | Deutschland                  | + 15 s             |
| 4.                 | Movistar Team              | Spanien                      | + 1 min 35 s       |
| 5.                 | Team Jayco AlUla           | Australien                   | + 2 min 52 s       |
| 6.                 | XDS Astana Team            | Kasachstan                   | + 3 min 00 s       |
| 7.                 | Bahrain-Victorious         | Bahrain                      | + 3 min 24 s       |
| 8.                 | Ineos Grenadiers           | Vereinigtes Königreich       | + 3 min 55 s       |
| 9.                 | Team Picnic-PostNL         | Niederlande                  | + 4 min 37 s       |
| 10.                | Team Visma \| Lease a Bike | Niederlande                  | + 4 min 55 s       |

## Ausgeschiedene Fahrer
- Alessandro Pinarello (VF Group-Bardiani CSF-Faizanè): wegen Handwurzelknochenbruch, den er sich bei einem Sturz auf der 5. Etappe zuzog, nicht gestartet.[4][5]
- Dion Smith (Intermarché-Wanty): wegen Hüftschmerzen, den er sich bei einem Sturz zuzog, während der Etappe aufgegeben.[4]
- Juri Hollmann (Alpecin-Deceuninck): wegen Unterarmbruch, den er sich bei einem Sturz zuzog, während der Etappe aufgegeben.[4]
- Jai Hindley (Red Bull-Bora-hansgrohe): wegen Gehirnerschütterung, die er sich bei einem Sturz zuzog, während der Etappe aufgegeben.[4]